# Літтл Чармерс
Літтл Чармерс (англ. Little Charmers) — американсько-канадський комп'ютерний анімаційний дитячий мультсеріал виробництва «Nelvana Enterprises» та «Spin Master Entertainment» для «Treehouse TV» у 2015 році. Прем'єра серіалу відбулася на каналі «Nickelodeon» та «Nick Jr.» 12 січня у США.

## Сюжет
«Літтл Чармерс» — це мультсеріал про пригоди маленьких чарівниць Гейзел, Позі і Лавендер. Подружки живуть у чудовому світі разом із багатьма казковими персонажами. У той час, коли мешканці Чармвіллю виточують свою майстерність у магії, новоспечені чарівниці Літтл Чармерс тільки засвоюють це нелегке ремесло. Саме тому заклинання маленьких чародійок часто виходять з-під контролю. Але то не біда, адже всім відомо, що багата уява, міцна дружба і веселий сміх врятують будь-яку ситуацію.

## Український дубляж

### 1 сезон
Дубльовано студією «1+1» на замовлення телеканалу «1+1» у 2015 році.
- Гейзел — Дарина Муращенко
- Позі — Юлія Перенчук
- Лавендер — Катерина Буцька

### 2 сезон
Дубльовано студією «1+1» на замовлення телеканалу «1+1» у 2017 році.
- Гейзел — Анастасія Жарнікова-Зіновенко
- Позі — Юлія Перенчук
- Лавендер — Катерина Буцька

## Епізоди
| Сезон | Епізоди | Епізоди | Оригінальний показ | Оригінальний показ |
| Сезон | Епізоди | Епізоди | Останній показ     | Перший показ       |
| ----- | ------- | ------- | ------------------ | ------------------ |
| 1     | 44      | 44      | 12 січня 2015      | 14 серпня 2016     |
| 2     | 13      | 13      | 3 квітня 2017      | 15 квітня 2017     |